# César Ramos Esteban
Pour les articles homonymes, voir César Ramos, Ramos et Esteban.
César Joaquín Ramos Esteban, né le 1er mars 1975, est un homme politique espagnol membre du Parti socialiste ouvrier espagnol (PSOE).
Il est élu député de la circonscription de Cáceres lors des élections générales de décembre 2015.

## Biographie

### Vie privée
Il est marié.

### Profession
César Joaquín Ramos Esteban est ingénieur technicien industriel. Il possède un master en risque liés au travail. Il a travaillé dans l'entreprise Catelsa de Cáceres et a été directeur de développement dans une autre entreprise.

### Activités politiques
Il est député à l'Assemblée d'Estrémadure de 2006 à 2015. Il est secrétaire à l'Organisation du PSOE d'Estrémadure.
Le 20 décembre 2015, il est élu député pour Cáceres au Congrès des députés et réélu en 2016.